# Verbena landbeckii
Verbena landbeckii là một loài thực vật có hoa trong họ Cỏ roi ngựa. Loài này được Phil. miêu tả khoa học đầu tiên năm 1864.